# Guy Hocquenghem
Guy Hocquenghem (París, 1946 – 28 de agosto de 1988) fue un novelista, ensayista y activista LGBT francés.

## Vida
Nacido en los suburbios de París, comienza su educación secundaria en el liceo de Sceaux, donde su madre era profesora. Se educó en la École Normale Supérieure. Su participación en la rebelión estudiantil de mayo de 1968 lo acercó al Partido Comunista francés, que más tarde lo expulsó por su homosexualidad. Enseñó Filosofía en la universidad Vincennes-Saint Denis de París y fue autor de numerosas novelas y obras teóricas, además de ser colaborador habitual de la publicación Libération.
Hocquenghem fue el primer hombre en pertenecer al Front Homosexuel d'Action Révolutionnaire (FHAR; Frente Homosexual de Acción Revolucionaria), originalmente formado en 1971 por la escisión del Mouvement Homophile de France de un grupo de lesbianas. En 1972 anunció públicamente su homosexualidad en el Nouvel Observateur, siendo el primer hombre en Francia en hacerlo.
Escribió y produjo un documental sobre la historia homosexual, Race d'Ep! Un siècle d'image de l'homosexualité. Hocquenghem murió de una enfermedad asociada con el sida en 1988. Sus cenizas se encuentran en el cementerio de Père-Lachaise.
A pesar de que Hocquenghem tuvo un impacto significativo en Francia, su reputación no se ha extendido internacionalmente. Sólo se han traducido al inglés dos obras, Le désir homosexuel (Homosexual Desire) y su primera novela L'amour en relief.

## Pensamiento y obra
En Le désir homosexuel (1972; El deseo homosexual) de Guy Hocquenghem puede ser considerada la primera obra de la teoría queer. Basándose en la obra teórica de Gilles Deleuze y Félix Guattari, Hocquenghem critica los influyentes modelos de psique y deseo sexual derivados de la obra de Lacan y Freud. El autor también trata la relación entre el capitalismo y la sexualidad, la dinámica del deseo y las consecuencias políticas sobre las identidades de grupo gays. L'Après-mai des faunes (1974) es el segundo texto de Hocquenghem en el que trata la teoría queer y Le dérive homosexuelle (1977; La deriva homosexual) el tercero. En 1979 publica La beauté du métis (La belleza del mestizo), en el que analiza el sentimiento antiárabe y la homofobia en Francia.
Co-ire, album systématique de l'enfance (1976; Co-ire: álbum sistemático de la infancia) examina la sexualidad infantil desde un punto de vista marxista. Escrito con otro catedrático, René Schérer, se rumoreaba que Hocquenghem y Schérer comenzaron una relación en 1959, cuando tenían 15 y 37 años, respectivamente.
Su primera y más famosa novela es de 1982, L'amour en relief (El amor en relieve). En ella relata la historia de un muchacho tunecino que explora la sociedad francesa y descubre medios con los que el placer puede resistirse al totalitarismo. La novela da a la homosexualidad un contexto de resistencia al supremacismo blanco y al racismo. La colère de l'agneau (La cólera del cordero) es un experimento de 1985 en el que trata el milenarismo y toma una narrativa apocalíptica con San Juan Evangelista como protagonista. Voyages et aventures extraordinaires du frère Angelo (1988; Viajes y aventuras extraordinarias del hermano Ángelo) explora la mente de un monje italiano que acompaña a los conquistadores al Nuevo Mundo.
Hocquenghem escribió L'âme atomique (1986; El alma atómica) en parte como respuesta al deterioro de su salud, de nuevo en colaboración con Schérer. Esta obra toma cuerpo con filosofías como el dandismo, el gnosticismo y el epicureísmo. En 1987 escribe Ève (Eva), en la que combina la historia del Génesis con la descripción de los cambios que sufre el cuerpo debido a los síntomas relacionados con el sida, basándose en el deterioro de su propio cuerpo.

### Lista de obras publicadas
- Le désir homosexuel, 1972 (reeditado en 2000 con un prefacio de René Schérer)
- L'après-mai des faunes: volutions, 1974 (prefacio de Gilles Deleuze)[4]
- Fin de section, 1975
- Co-Ire: album systématique de l'enfance, 1976, con René Schérer (editada en español en 1979: Co-ire: álbum sistemático de la infancia)[5][6]
- Comment nous appelez-vous déjà ?: ces hommes que l'on dit homosexuels, 1977 (con Jean-Louis Bory)
- La dérive homosexuelle, 1977
- La beauté du métis: réflexions d'un francophobe, 1979
- Race d'Ep !: un siècle d'images de l'homosexualité, 1979 (libro que acompaña el documental de Lionel Soukaz)
- Le gay voyage: guide et regard homosexuels sur les grandes métropoles, 1980
- L'amour en relief, 1981, novela
- Les petits garçons, 1983, novela
- La colère de l'agneau, 1985, novela
- Lettre ouverte à ceux qui sont passés du col Mao au Rotary, 1986, réédition en 2003 (prefacio de Serge Halimi)
- Vienne, 1986 (editada en español en 1988: Viena ISBN 978-84-7577-209-7)[7]
- L'âme atomique: pour une esthétique d'ère nucléaire, 1986 (con René Schérer; editado en español en 1987: El alma atómica)[8]
- Ève, 1987, novela
- Les voyages et aventures extraordinaires du frère Angelo, 1988, novela
- L'amphithéâtre des morts: mémoires anticipées, 1994
- Oiseau de la nuit, 1998 (retoma la novela publicada inicialmente en Comment nous appelez-vous déjà ?)